# Курляндский 2-й лейб-уланский полк
2-й лейб-уланский Курляндский Императора Александра II полк — кавалерийская воинская часть Русской императорской армии.
Старшинство: 16 мая 1803 года
Полковой праздник: 30 августа, день памяти св. князя Александра Невского

## Места дислокации
1803—1807 — Вилькомир
1819—1821 — Романково (Екатеринославской губернии). Полк входил в состав 3-й драгунской дивизии.
1890 — Мариамполь
1903—1914 — Кальвария

## История полка

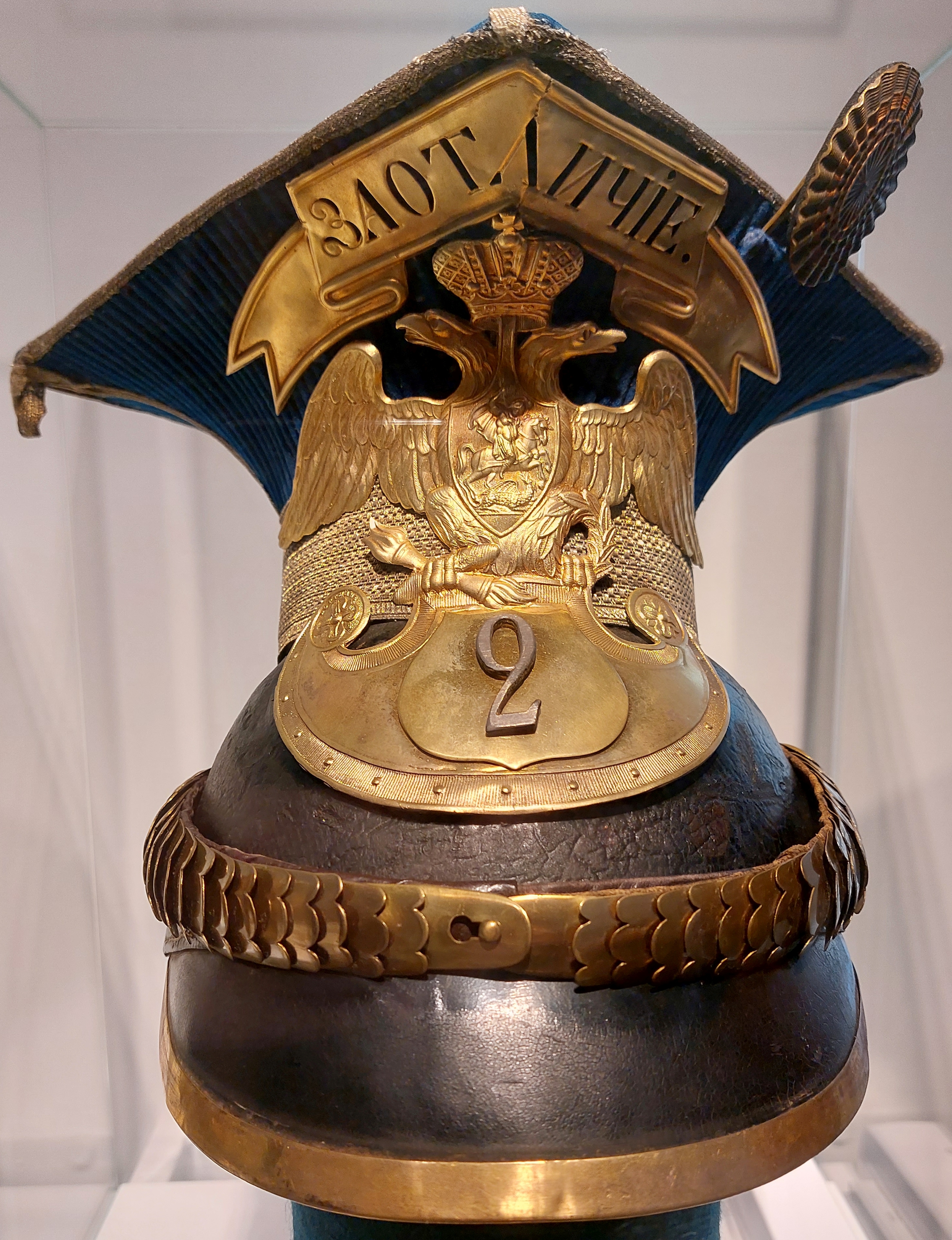
Штаб-офицерская шапка 2-го Лейб-уланского Курляндского полка. 1855-1857 годы

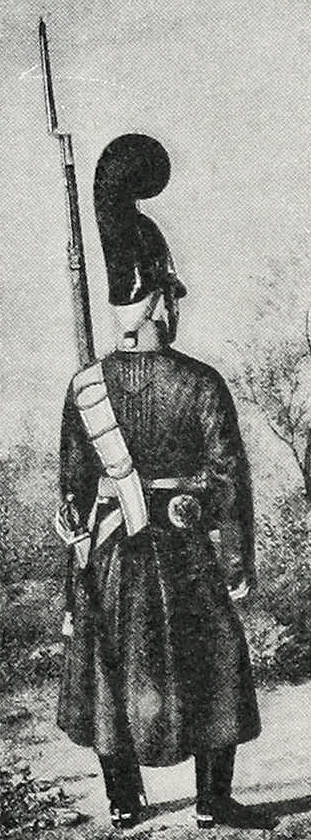
Рядовой Курляндского драгунского полка
(1803—1806 гг).
Рисунок из «Военной энциклопедии»

- 16 мая 1803 — Сформирован в Вилькомире Ковенской губернии генерал-майором Лешерн фон Герцфельдом как Курляндский драгунский полк, в составе 5 эскадронов. Сформирован из эскадронов Московского, Казанского, Рижского и Харьковского драгунских полков и рекрут.
- 1805—1807 — Участвовал в Наполеоновский войнах (сражения при Морунгене и Прейсиш-Эйлау).
- Апрель 1808 — Награждён 16-ю Георгиевскими трубами за отличие в кампанию 1807 года.
- 1812 — Участвовал в Отечественной войне в составе 1-й бригады 3-го кавалерийского корпуса 1-й Западной армии (в том числе в Бородинском сражении).
- 17 декабря 1803 — Учреждён запасный полуэскадрон.
- 1813—1814 — Участвовал в заграничных походах русской армии.
- Октябрь 1827 — Курляндский уланский полк.
- 1828—1829 — Участвовал в русско-турецкой войне в составе армии Витгенштейна (в том числе в осаде Силистрии).
- 1838 — Наследника Цесаревича уланский полк.
- 1855 — Лейб-Уланский Его Величества.
- 1857 — Лейб-уланский Курляндский Его Величества.
- Март 1864 — 2-й Курляндский Его Величества уланский полк.
- Август 1882 — 5-й Лейб-драгунский Курляндский Его Величества полк.
- 2 ноября 1894 — 5-й лейб-драгунский Курляндский Императора Александра III полк.
- 6 декабря 1907 — 2-й лейб-уланский Курляндский Императора Александра III полк.
- 1 января 1911 — 2-й лейб-уланский Курляндский Императора Александра II полк.
- 1914 — Участвовал в Восточно-Прусской операции.
- 1918 — Расформирован.

## Форма 1914 года
Общеуланская. Мундир,воротник,вицъ-мундир,тулья,выпушка - тёмно-синий, околыш,погоны,лацкан,обшлага,накладка шапки,клапан - воротник,пальто,шинели - светло-синий, металлический прибор - золотой.

## Шефыполка
- 16.05.1803—09.04.1807 — генерал-майор Лешерн-фон-Герценфельд, Карл Карлович
- 09.04.1807—27.04.1808 — полковник, князь Долгоруков, Михаил Петрович
- 27.04.1808—11.12.1808 — генерал-майор Отто, Карл Иванович
- 11.12.1808—21.01.1809 — полковник Емануель, Георгий Арсеньевич
- 21.01.1809—10.05.1812 — полковник Толбузин, Сергей Иванович
- 10.05.1812—23.02.1814 — полковник (с 16.12.1812 генерал-майор) Ушаков, Сергей Николаевич
- 06.05.1814—01.09.1814 — генерал-майор Каблуков, Платон Иванович
- 17.04.1838—01.03.1881 — великий князь (с 18.02.1855 император) Александр II
- 26.02.1874—01.03.1881 — император Александр III (2-й шеф)
- 01.03.1881—21.10.1894 — император Александр III

## Командиры полка
- 18.09.1803 — 16.11.1803 — полковник Леццано, Пётр Борисович
- 12.01.1804 — 04.06.1804— полковник Дертен, Иван Вилимович
- 04.10.1804 — 25.09.1807 — подполковник Аргамаков, Матвей Васильевич
- 26.09.1807 — 01.01.1810 — полковник Дмитриев, Иван Дмитриевич
- авг.1812 — окт. 1813 — временно, майор (с 26.08.1812 подполковник) граф Гудович, Василий Васильевич
- окт.1813 — апр. 1814 — временно, капитан Петровский, Андрей Андреевич
- 29.08.1814 — 01.01.1826 — подполковник (с 06.08.1816 полковник) граф Гудович, Василий Васильевич
- 21.04.1826 — 06.04.1830 — подполковник (с 23.08.1826 полковник) фон Энгельгардт, Адам Григорьевич
- 09.06.1830 — 25.06.1833 — полковник Лангель, Николай Андреевич
- 01.07.1833 — 01.08.1836 — полковник князь Багратион-Имеретинский, Дмитрий Георгиевич
- 04.10.1836 — 08.03.1841 — полковник Фок, Борис Борисович
- 08.03.1841 — 02.12.1849 — полковник (с 03.04.1849 генерал-майор) Коцкевич, Григорий Павлович
- 06.12.1849 — 13.10.1856 — полковник (с 06.12.1853 генерал-майор) Засецкий, Дмитрий Дмитриевич
- 13.10.1856 — 25.11.1859 — флигель-адъютант полковник Гербель, Даниил Карлович
- 25.11.1859 — 28.04.1863 — полковник Пенхержевский, Михаил Александрович
- 02.05.1863 — 28.04.1867[3] — полковник Семёнов, Александр Васильевич
- 07.05.1867 — 28.03.1871 — полковник (с 23.06.1869 флигель-адъютант) барон Притвиц, Иван Карлович
- 04.05.1871 — 18.12.1873 — полковник Игнатьев, Алексей Павлович
- 18.12.1873 — 20.04.1880 — полковник Парфёнов, Александр Демидович
- 20.04.1880 — 14.05.1884 — полковник Ган, Эдуард Вильгельмович
- 14.05.1884 — 30.11.1892 — полковник Каншин, Алексей Тихонович
- 30.11.1892 — 26.05.1897 — полковник Дембский, Константин Варфоломеевич
- 26.05.1897 — 28.04.1902 — полковник Бернов, Эммануил Иванович
- 04.06.1902 — 14.01.1905 — полковник князь Бегильдеев, Константин Сергеевич
- 14.01.1905 — 08.04.1910 — полковник Кудрявцев, Николай Васильевич
- 07.06.1910 — 02.10.1911 — полковник Эйлер, Павел Николаевич
- 01.11.1911 — 25.08.1915 — полковник Великопольский, Леонтий Николаевич
- 25.08.1915 — 17.10.1915 — полковник Токарев, Николай Николаевич
- 10.11.1915 — 14.01.1917 — полковник Матковский, Алексей Филиппович
- 07.02.1917 — хх.хх.хххх — полковник Муханов, Георгий Александрович

## Известные люди, служившие в полку
- Баратынский, Ираклий Абрамович — генерал-лейтенант, сенатор
- Булак-Балахович, Станислав Никодимович — генерал-майор, участник Белого движения
- Корзун, Павел Петрович — генерал-лейтенант РККА, командующий армиями в Великой Отечественной войне
- Раевский, Николай Николаевич — генерал-лейтенант, один из основателей Новороссийска